# Marie Besnard
Marie Besnard, all'anagrafe Davailleaud Marie Josephine Philippine (Saint-Pierre-de-Maillé, 15 agosto 1896 – Loudun, 14 febbraio 1980), fu una sospetta assassina seriale francese soprannominata "l'avvelenatrice di Loudun" «la Brinvilliers di Loudun » o «la buona donna di Loudun», che, accusata di avere ucciso avvelenandole con l'arsenico numerose persone, fu al centro di un enigma giudiziario francese del XX secolo.

## Biografia
Marie, nata da Pierre Eugène Davaillaud e Marie-Louise Antigny, dopo la morte delle due sorelle, divenne l'unica figlia amata e coccolata dai genitori che l'avviarono ai primi studi in un convento di suore e, successivamente, nella scuola di Saint-Pierre-de-Maillé che la giovanetta dovette lasciare per una febbre tifoide sopravvenuta.
A 17 anni Marie si fidanzò con un giovane che morì combattendo nella prima guerra mondiale al termine della quale Marie si sposò con il cugino, Auguste Antigny, che, malfermo di salute, dovette lasciare il lavoro dei campi e occuparsi come giardiniere presso il castello dei coniugi Courbe assieme a Marie incaricata dei lavori domestici. Nonostante le precauzioni, nel freddo inverno del 1926 Auguste si ammalò e dopo poco morì. Rimasta vedova Marie accettò l'invito della cugina, Pascaline Verité, a soggiornare per qualche tempo presso la sua casa di Loudun dove conobbe Léon Besnard che dopo molte insistenze la sposò il 12 agosto 1929. Dopo il matrimonio Marie scoprì che vi era stata una relazione tra sua cugina e il marito che le promise che avrebbe interrotto qualsiasi rapporto con la Vérité. Nel 1940 morì il padre di Marie e la madre, rimasta vedova, per non rimanere sola si trasferì nella casa della figlia a Loudun.
Nel 1942 Marie conobbe e diventò amica di Louise Pintou, impiegata alle Poste, che divenne nel 1947 la sua inesorabile accusatrice denunciandola come avvelenatrice del marito Léon assassinato per poter amare liberamente Alfred Dietz, un giovane studente tedesco preso dal vicino campo di prigionia per lavorare come domestico in casa Besnard. Quando Dietz nel 1948 tornò in Germania, Louise Pintou raccontò della disperazione di Marie che non si dava pace della partenza dell'amante tedesco. Voci, lettere anonime e testimonianze sui rapporti carnali con Alfred Dietz, convinsero alla fine la polizia a riesumare l'11 maggio 1949 il corpo di Leon Bresnard dove vennero trovate quantità mortali di arsenico. Il sospetto che Marie avesse avvelenato per ereditare direttamente o indirettamente i patrimoni di altre persone che erano state in rapporto con lei portò alla riesumazione dei defunti e ai risultati delle indagini tossicologiche elencate in una lista compilata secondo la cronologia delle morti sospette:
- 14 luglio 1939, Toussaint Rivet (64 anni), amico di Leon Besnard. Nei suoi resti vennero trovati 18 mg di arsenico;
- 27 dicembre 1941, Bianco Rivet, nata Lebeau (49 anni), vedova di Toussaint Rivet, ufficialmente morto di aortite. I suoi resti contenevano 30 mg di arsenico;
- 14 maggio 1940, Pierre Davaillaud (78 anni), padre di Marie morto ufficialmente per ictus. I suoi resti contenevano 36 mg di arsenico;
- 2 settembre 1940, Louise Gouin, nata Labrèche (92 anni), nonna materna di Leon Besnard. La piccola quantità di arsenico raccolta nelle visceri escluse la morte per avvelenamento ma il pubblico ministero al processo la ritenne comunque una vittima di Marie;
- 19 novembre 1940, Marcellin Besnard (78 anni), suocero di Marie Besnard. I suoi resti contenevano 48 mg di arsenico;
- 16 gennaio, 1941, Marie-Louise Besnard, nata Gouin (68 anni), suocera di Marie Besnard. I suoi resti contenevano 60 mg di arsenico;
- 27 marzo 1941, Lucie Bodin, nata Besnard (45 anni), sorella di Leon Besnard, trovata impiccata nella sua casa. I suoi resti contenevano 30 mg di arsenico;
- 1 luglio 1945, Pauline Bodineau, nata Lalleron, (88 anni), cugina di Leon Besnard. I suoi resti contenevano 48 mg di arsenico;
- 9 luglio 1945, Virginia Lalleron (83 anni), sorella di Pauline Bodineau. I suoi resti contenevano 20 mg di arsenico;
- 16 gennaio 1949, Marie-Louise Davaillaud nata Antigny (71 anni), madre di Marie Besnard. I suoi resti contenevano 48 mg di arsenico.

Marie Besnard fu dunque sottoposta a processo per aver causato per denaro la morte per avvelenamento di arsenico delle persone su descritte e con l'aggravante di parricidio e matricidio.
In prigione la Besnard divenne amica di Mary-Lou Garnier, detenuta per furto in procinto di essere liberata, alla quale scrisse una lettera dove l'incaricava di uccidere o intimorire i testimoni che l'accusavano. La lettera fu scoperta e Marie, ignara che Mary-Lou fosse una confidente della polizia, le scrisse un'altra lettera compromettente:
Al processo l'imputata sostenne di aver scritto «non sono colpevole» e di essere stata costretta con le percosse dalle compagne di cella a scrivere la lettera di autoaccusa.
Marie Besnard dovette affrontare tre processi: nel 1952, nel 1954 e nel 1961 durante i quali i periti dell'accusa e della difesa si contrastarono a lungo sui risultati delle analisi tossicologiche sino a quando con l'ultima perizia si scoprì che nel terreno del cimitero da dove erano stati riesumati i corpi era naturalmente presente arsenico e che un ortolano coltivava legumi tra le tombe utilizzando come concime letame ricco di arsenico. In base a queste ultime risultanze Marie Besnard fu definitivamente assolta.